# Kusachiite
La kusachiite è un minerale.